# Jardinons ensemble
Jardinons ensemble est un jardin collectif communal situé à Villefontaine, dans l'Isère, en France. Ce jardin, parfois désigné sous le nom de jardin collectif de Vaugelas, est géré par le centre communal d'action sociale depuis 1998. Plus de 4 500 kg de légumes y sont cultivés chaque année. Le jardin est situé au croisement du boulevard de Villefontaine et de la route départementale 36, accès gare de La Verpillière et Bus ruban, arrêt « gare routière » ou pistes cyclables « Étang de Vaugelas ».

## Historique
Jardinons ensemble est né en 1998 du désir de certains habitants souffrant de solitude de rencontrer d’autres personnes autour d’un projet alliant jardinage et convivialité.
Depuis le printemps 2012, Jardinons Ensemble est installé sur le site de l’Étang de Vaugelas, sur un terrain de près d’un hectare.
Depuis 2017, un maraîchage collectif est réalisé en partenariat avec le jardin collectif de Bourgoin-Jallieu, les épiceries sociales de Villefontaine et trois agriculteurs ont permis de produire plusieurs tonnes de légumes.

## Fonctionnement
Une équipe du centre communal d'action sociale, gérée par des animateurs et travailleurs sociaux, assure quatre demi-journées d'ouverture du jardin par semaine durant toute l'année. Environ cent jardiniers participent chaque année au jardin, dont 46 sont habitants d’un quartier prioritaire de la politique de la ville. L’animation du jardin est basée sur une pédagogie participative, en donnant à chacun l’occasion d’exprimer ses envies et de les concrétiser dans le cadre d’un projet collectif.
Un plan de culture est réalisé par les animateurs du jardin afin d'organiser la production légumière sur une centaine de parcelles. La rotation des cultures est prise en compte sur plusieurs années. Les jardiniers tiennent un cahier de bord du jardin.
La matinée commence par un café de bienvenue ainsi qu'une discussion concernant les travaux à réaliser dans le jardin. Les jardiniers sont par la suite répartis en petites équipes. À la fin de la matinée, les jardiniers peuvent repartir avec un panier. En moyenne chaque semaine 70 paniers sont produits. Plus de 4 500 kg de légumes sont cultivés chaque année. Le jardin est accessible aux personnes à mobilité réduite.

## Aspects sociaux
Jardinons ensemble est un lieu de rencontre, de convivialité et d’échanges pour les jardiniers. Le jardin collectif est un outil thérapeutique pour les personnes en difficulté. Certains jardiniers peuvent souffrir d'anxiété, de solitude ou de dépression et retirent un effet psychologique bénéfique en passant du temps au jardin.

## Biodiversité
Plus de 200 variétés de légumes et de fleurs y sont cultivées selon les règles de l’agriculture biologique et sont partagées chaque semaine entre les participants. 
Depuis 2011, Jardinons ensemble fait partie des conservatoires en réseau du Centre de ressources de botanique appliquée (CRBA), une association qui se préoccupe de la conservation des légumes, des fruits et des roses. Le CRBA donne des semences de légumes à faire pousser aux jardiniers. Il s’agit d'effectuer un suivi de culture de la plante jusqu’à obtenir de nouvelles graines dont une partie est rendue au CRBA. Des observations et des photos des cultures sont fournies au CRBA.
Quelques volailles, poules, coqs et oies, vivent dans un poulailler artistique réalisé par l'association Nuances. Des ruches sont implantées dans le jardin. Le jardin possède un verger conservatoire avec des variétés de fruitiers régionales.  

## Animations
Jardinons ensemble participe aux Rendez-vous aux jardins dans le cadre de la semaine du développement durable.
Depuis 2008 ont lieu Les contes au jardin en partenariat avec la médiathèque de la Communauté d'agglomération Porte de l'Isère de Villefontaine .
Un public scolaire est régulièrement présent au jardin. Des élèves des écoles de Villefontaine cultivent des carrés potager. Ces animations sont réalisées par les jardiniers.
Durant la belle saison, des repas collectifs hebdomadaires ont lieu, cuisinés sur place avec les légumes du jardin.
Le jardin participe au troc au plantes de Villefontaine. Pendant l'été, des concerts ont lieu.

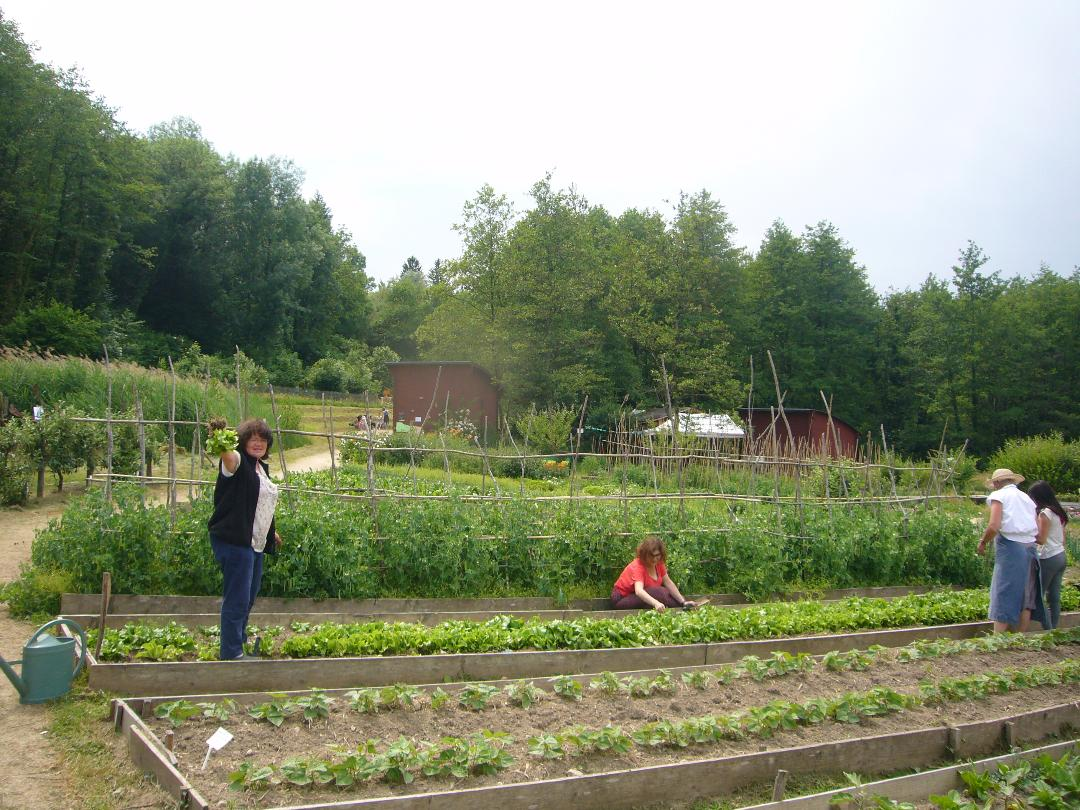
Jardinage collectif.
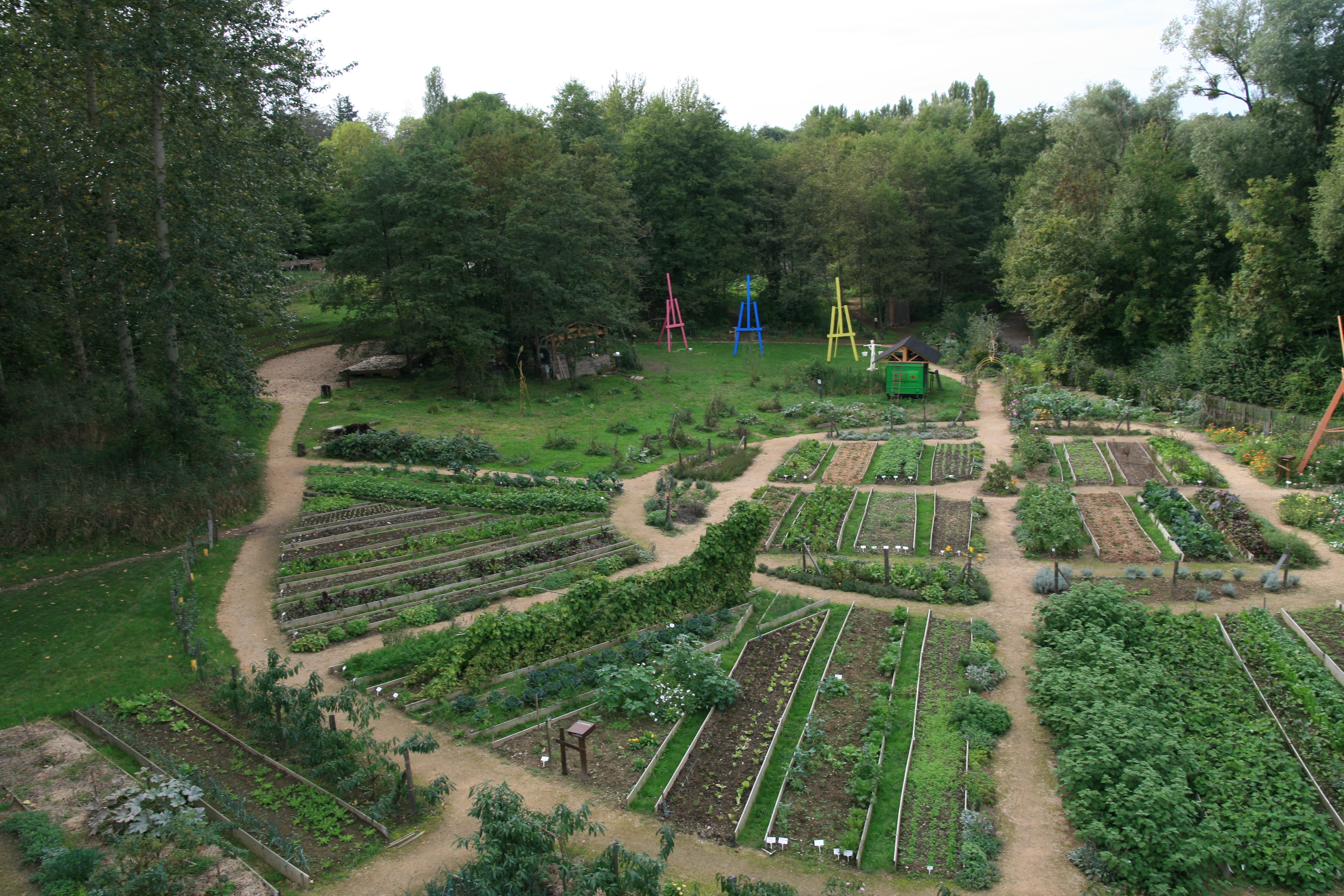
Vue aérienne du jardin en 2013.
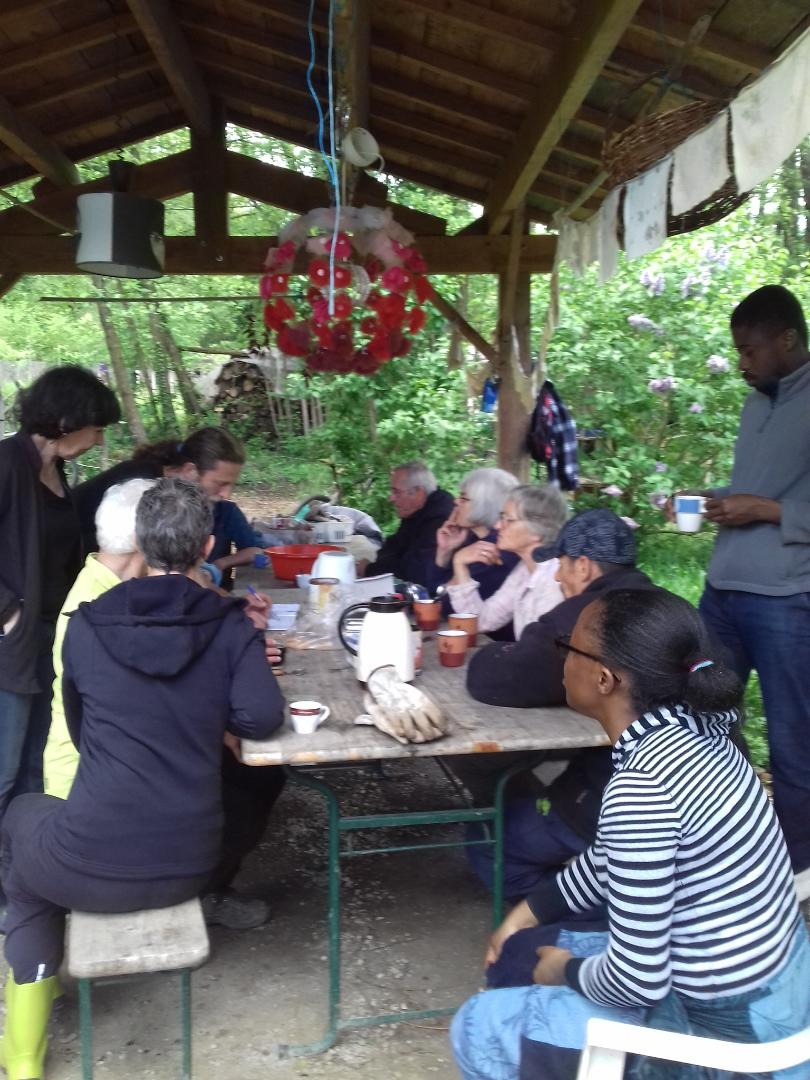
Accueil des jardiniers le matin.
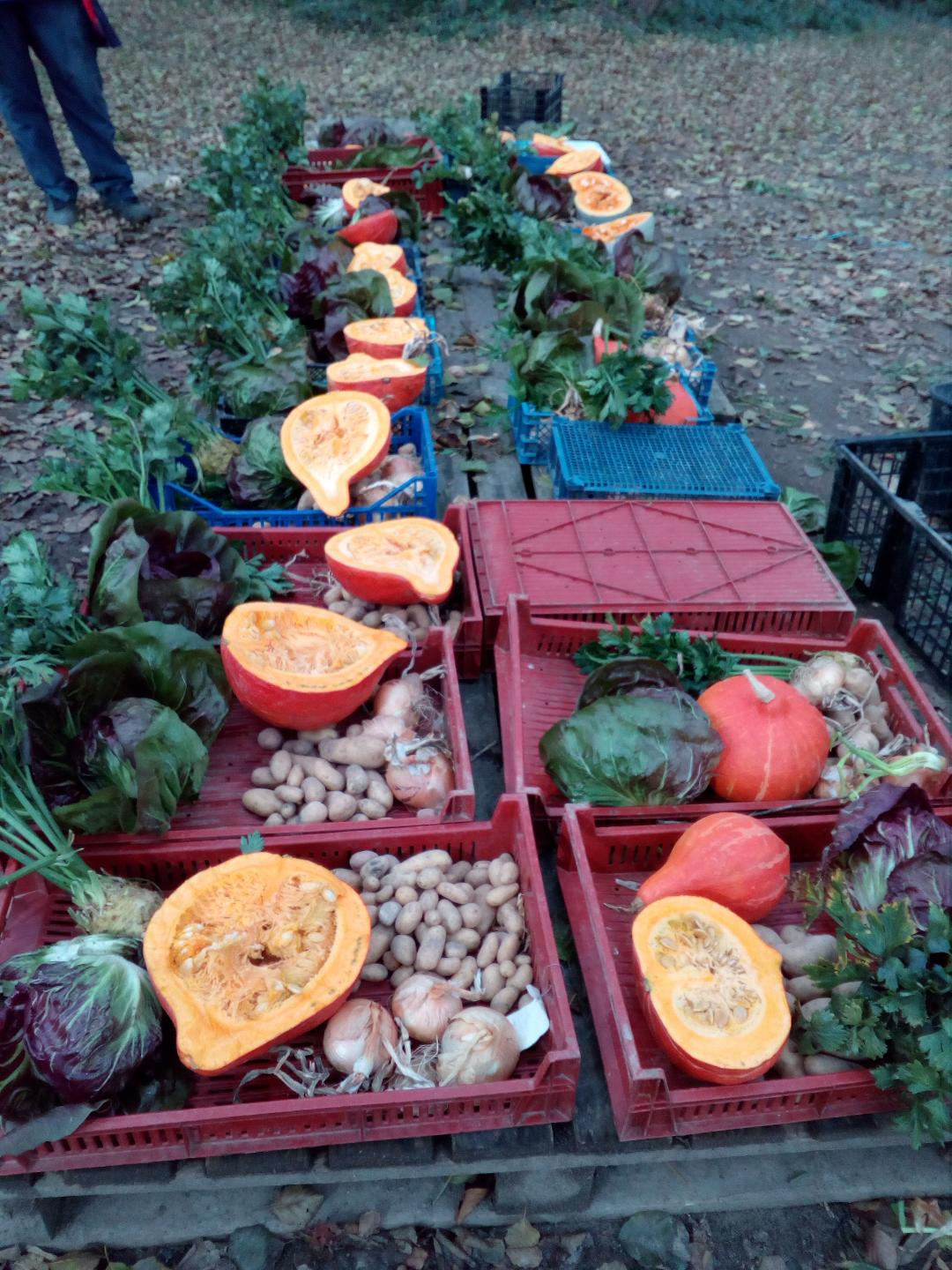
Partage des paniers de légumes en fin de matinée.